# Basketball-Bundesliga 1966/67
Die Saison 1966/67 war die erste Spielzeit der deutschen Basketball-Bundesliga. Die höchste Spielklasse im deutschen Vereinsbasketball der Herren, bis 1990 beschränkt auf das Gebiet Westdeutschlands ohne die DDR, wurde in zwei regionalen Gruppen Nord und Süd ausgetragen und ermittelte die vier Teilnehmer der Finalrunde um die deutsche Meisterschaft.

## Saisonnotizen
Die Basketball-Bundesliga löste die vier Oberligen Nord, Süd, Südwest und West als höchste Spielklasse ab. Neben den Staffelsiegern VfL Osnabrück (Nord), FC Bayern München (Süd), MTV 1846 Gießen (Südwest) und ATV Düsseldorf (West) hatten sich je vier weitere Vereine aus den Oberliga-Staffeln für die Regionalgruppen qualifiziert, darunter der amtierende Meister USC Heidelberg. In den neuen Regionalstaffeln der Bundesliga, die mit zehn Mannschaften ausgetragen wurden, bildeten die Vereine aus der Oberliga Nord und West die Gruppe Nord und die Vereine aus der Oberliga Süd und Südwest die Gruppe Süd. Für die qualifizierten Alemannia Aachen rückte der ASC Gelsenkirchen nach.
Die Hauptrunde wurde im Rundenturnier-Modus innerhalb der jeweiligen Regionalgruppen ausgetragen. In jener Spielzeit gingen auch unentschiedene Spielergebnisse in die Wertung ein. Titelverteidiger USC Heidelberg scheiterte am Finalrundeneinzug, nachdem man nach einem Heimsieg unentschieden bei GW Frankfurt gespielt hatte und in der Abschlusstabelle Süd punktgleich nach Siegpunkten mit den Frankfurtern war. In diesem Fall entschied kein direkter Vergleich, wie später üblich, sondern ein Entscheidungsspiel, das GW Frankfurt in Darmstadt mit 68:67 gewann und damit in die Finalrunde der jeweils zwei besten Mannschaften aus den Regionalgruppen einzog.
In der Finalrunde spielten die Teilnehmer entsprechend der Gruppenplatzierungen über Kreuz in Hin- und Rückspiel die Finalteilnehmer aus. In das Finalspiel in der Carl-Diem-Halle im Mannheimer Herzogenriedpark zogen die beiden Gruppenersten VfL Osnabrück und MTV Gießen ein. Nach einem 85:73-Erfolg gewann der MTV 1846 Gießen seine insgesamt zweite Meisterschaft und konnte sich den Meistertitel nach einer Finalniederlage im Jahr zuvor wieder zurückholen. Der VfL Osnabrück hingegen gewann das Finalspiel im erstmals ausgetragenen Pokalwettbewerb des DBB mit 86:74 über ATV Düsseldorf und wurde erster Basketball-Pokalsieger.

## Mannschaften
| TSV Schwaben Augsburg |

| BC Darmstadt |

| ATV Düsseldorf |

| TuSA Düsseldorf |

| PSV GW Frankfurt |

| ASC Gelsenkirchen |

| MTV 1846 Gießen |

| SSC Göttingen |

| SSV Hagen |

| TSV 1860 Hagen |

| Post SV Hannover |

| USC Heidelberg |

| Heidelberger TV 1846 |

| FC Bayern München |

| TSV 1860 München |

| MTSV Schwabing |

| SV Möhringen |

| Oldenburger TB |

| VfL Osnabrück |

| MTV Wolfenbüttel |

| Legende: | aus der Oberliga Nord (Gruppe Nord) | aus der Oberliga West (Gruppe Nord)   |
| Legende: | aus der Oberliga Süd (Gruppe Süd)   | aus der Oberliga Südwest (Gruppe Süd) |

## Endstände

### Hauptrunde
| #  | Mannschaft         | Punkte | Körbe     |
| -- | ------------------ | ------ | --------- |
| 1  | VfL Osnabrück      | 36:00  | 1527:1178 |
| 2  | SSV Hagen          | 23:13  | 1304:1272 |
| 3  | MTV Wolfenbüttel   | 23:13  | 1132:1042 |
| 4  | TuSA 06 Düsseldorf | 21:15  | 1209:1136 |
| 5  | ATV 77 Düsseldorf  | 20:16  | 1268:1139 |
| 6  | Oldenburger TB     | 16:20  | 1194:1191 |
| 7  | ASC Gelsenkirchen  | 13:23  | 1129:1283 |
| 8  | Post-SV Hannover   | 12:24  | 1060:1247 |
| 9  | Hellas Göttingen   | 10:26  | 1149:1306 |
| 10 | TSV Hagen 1860     | 06:30  | 1187:1365 |

| #  | Mannschaft               | Punkte | Körbe     |
| -- | ------------------------ | ------ | --------- |
| 1  | MTV 1846 Gießen          | 32:40  | 1384:1114 |
| 2  | PSV Grünweiß Frankfurt 1 | 31:50  | 1430:1082 |
| 3  | USC Heidelberg1 (M)      | 31:50  | 1462:1142 |
| 4  | FC Bayern München        | 21:15  | 1195:1146 |
| 5  | TSV Schwaben Augsburg    | 16:20  | 1140:1204 |
| 6  | TSV 1860 München         | 14:22  | 1136:1193 |
| 7  | Heidelberger TV 1846     | 13:23  | 1051:1180 |
| 8  | BC Darmstadt             | 12:24  | 1105:1364 |
| 9  | MTSV Schwabing           | 06:30  | 0882:1167 |
| 10 | SV Möhringen             | 04:32  | 1099:1292 |

1 nach Entscheidungsspiel 68:67 für Frankfurt

Fett Finalrundenteilnehmer
_____ Absteiger

### Finalrunde
|  | Halbfinale | Halbfinale             | Halbfinale      | Halbfinale | Halbfinale |    |               | Finale in Mannheim | Finale in Mannheim | Finale in Mannheim |
|  |            |                        |                 |            |            |    |               |                    |                    |                    |
|  | N 1        | VfL Osnabrück          | 83              | 62         | 145        |    |               |                    |                    |                    |
|  | S 2        | PSV Grünweiß Frankfurt | 55              | 61         | 116        |    |               |                    |                    |                    |
|  | S 2        | PSV Grünweiß Frankfurt | 55              | 61         | 116        |    | VfL Osnabrück | 73                 |                    |                    |
|  |            |                        |                 |            |            |    | VfL Osnabrück | 73                 |                    |                    |
|  |            |                        | MTV 1846 Gießen | 85         |            |    |               |                    |                    |                    |
|  | S 1        | MTV 1846 Gießen        | MTV 1846 Gießen | 85         | 73         | 90 | 163           |                    |                    |                    |
|  | S 1        | MTV 1846 Gießen        |                 |            |            | 90 | 163           |                    |                    |                    |
|  | N 2        | SSV Hagen              | 63              | 95         | 158        |    |               |                    |                    |                    |

## Meistermannschaft
| Spieler | Spieler     | Spieler             | Spieler | Spieler | Spieler | Spieler        |
| Nr.     | Nat.        | Name                | Geburt  | Größe   | Info    | Letzter Verein |
| ------- | ----------- | ------------------- | ------- | ------- | ------- | -------------- |
|         |             | Guards (PG, SG)     |         |         |         |                |
| 4       | Deutschland | Gerhard Heindel     |         | 180     |         |                |
| 7       | Deutschland | Dietfried Kienast   |         |         |         |                |
|         | Deutschland | Wolfgang Dort       |         | 182     |         |                |
|         | Deutschland | Heinz Ross          |         | 177     |         |                |
|         |             | Forwards (SF, PF)   |         |         |         |                |
| 9       | Deutschland | Jochen Glock        |         | 193     |         |                |
|         | Deutschland | Holger Geschwindner |         | 192     |         |                |
|         | Deutschland | Jochen Wucherer     |         | 190     |         |                |
|         |             | Center (C)          |         |         |         |                |
|         | Deutschland | Rainer Jörg         |         | 196     |         |                |
| 10      | Deutschland | Klaus Jungnickel    |         |         |         |                |
|         | Deutschland | Bernd Röder         |         |         |         |                |

| Trainer | Trainer         | Trainer  |
| Nat.    | Name            | Position |
| ------- | --------------- | -------- |
| Ungarn  | Laszlo Lakfalvi |          |

| Legende      | Legende   |
| Abk.         | Bedeutung |
| ------------ | --------- |
|              |           |
| Quellen      |           |
| Teamhomepage |           |

| Legende      | Legende   |
| Abk.         | Bedeutung |
| ------------ | --------- |
|              |           |
| Quellen      |           |
| Teamhomepage |           |